# (26112) 1991 PG18
1991 بي جي 18 (ويعرف أيضًا باسم (26112) 1991 بي جي 18 وفق تسمية الكوكب الصغير) (بالإنجليزية: 1991 PG18)‏ هو كويكب ضمن حزام الكويكبات؛ وترتيبه 26112 من حيث الاكتشاف.
اكتُشف هذا الجُرم الفلكي بواسطة هنري هولت إي في 8 أغسطس 1991.

## وصلات خارجية
- (26112) 1991 PG18 في قاعدة بيانات مختبر الدفع النفاث لأجرام النظام الشمسي الصغيرة

- الاكتشاف · مخطط المدار ·  العناصر المدارية · المعلمات المادية

- (26112) 1991 PG18 على موقع ويكي سكاي: DSS2, SDSS, GALEX, IRAS, Hydrogen α, X-Ray, Astrophoto, Sky Map, Articles and images